# Список послов Великобритании в Таиланде
Посол Великобритании в Таиланде — высший дипломатический представитель Великобритании в Таиланде. Полный титул посла: Её Британского Величества посол в королевстве Таиланд (англ. His Britannic Majesty's Ambassador to the Kingdom of Thailand). Первый британский консул в Королевстве Сиам был назначен в 1856 году после подписания договора Бауринга 1855 года. Консульство было повышено до дипломатической миссии в 1885 году и до посольства в 1947 году.
Ниже представлен неполный хронологический список послов Великобритании в Таиланде.

## Список послов

### Министр-резидент и генеральный консул
- 1885—1889: Эрнест Сатоу[1]
- 1889—1894: Генри Джонс[2]
- 1896—1900: Джордж Гревилл[3]

### Чрезвычайные посланники и полномочные министры
- 1901—1903: Реджинальд Тауэр[4]
- 1904—1909: Ральф Пэджет[5]
- 1909—1915: Артур Пил[6]
- 1915—1919: Герберт Деринг
- 1919—1921: Ричард Сеймур
- 1921—1926: Роберт Грег[7]
- 1926—1928: Сидней Уотерлоу[8]
- 1928—1929: Чарльз Уингфилд[9]
- 1929—1934: Сесиль Дормер[10]
- 1934—1941: Джосайя Кросби[11]
- 1941—1945: Никто не занимал должность
- 1945—1947: Джеффри Томпсон[12]

### Послы
- 1947—1950: Джеффри Томпсон[12]
- 1950—1951: Джон Магоуэн[13]
- 1951—1954: Джеффри Уоллингер[14]
- 1954—1957: Беркли Гейдж[15]
- 1957—1961: Ричард Уиттингтон[16]
- 1961—1965: Дермот Макдермот[17]
- 1965—1967: Энтони Рамболд[18]
- 1967—1970: Нил Причард[19]
- 1970—1973: Артур де ла Маре[20]
- 1973—1978: Дэвид Коул[21]
- 1978—1981: Питер Трипп[22]
- 1981—1986: Джастин Стейплс[23]
- 1986—1989: Дерек Тонкин[24]
- 1989—1992: Рамзи Мелхьюиш[25]
- 1992—1996: Кристиан Адамс[26]
- 1996—2000: Джеймс Ходж[27]
- 2000—2003: Барни Смит[28]
- 2003—2007: Дэвид Фолл[29]
- 2007—2010: Куинтон Куэйл[30]
- 2010—2012: Асиф Ахмед[31]
- 2012—2016: Марк Кент[32]
- 2016—2021: Брайн Дэвидсон[33]
- 2021 — н.в.: Марк Гудинг[34]